# Horňa
Horňa (bis 1927 slowakisch Horná; ungarisch Katlanos, 1939–1945 und bis 1907 Hornya) ist eine Gemeinde im äußersten Osten der Slowakei mit 325 Einwohnern (Stand 31. Dezember 2024), die zum Okres Sobrance, einem Kreis des Košický kraj, gehört.

## Geographie
Die Gemeinde befindet sich im Hügelland Podvihorlatská pahorkatina im Ostslowakischen Hügelland im nordöstlichen Teil des Ostslowakischen Tieflands, am Bach Sobranecký potok im Einzugsgebiet des Uh. Das Ortszentrum liegt auf einer Höhe von 143 m n.m. und ist viereinhalb Kilometer von Sobrance entfernt.
Nachbargemeinden sind Baškovce im Norden, Choňkovce im Nordosten, Tibava im Osten und Südosten, Sobrance im Süden, Südwesten und Westen und Ruskovce im Nordwesten.

## Geschichte

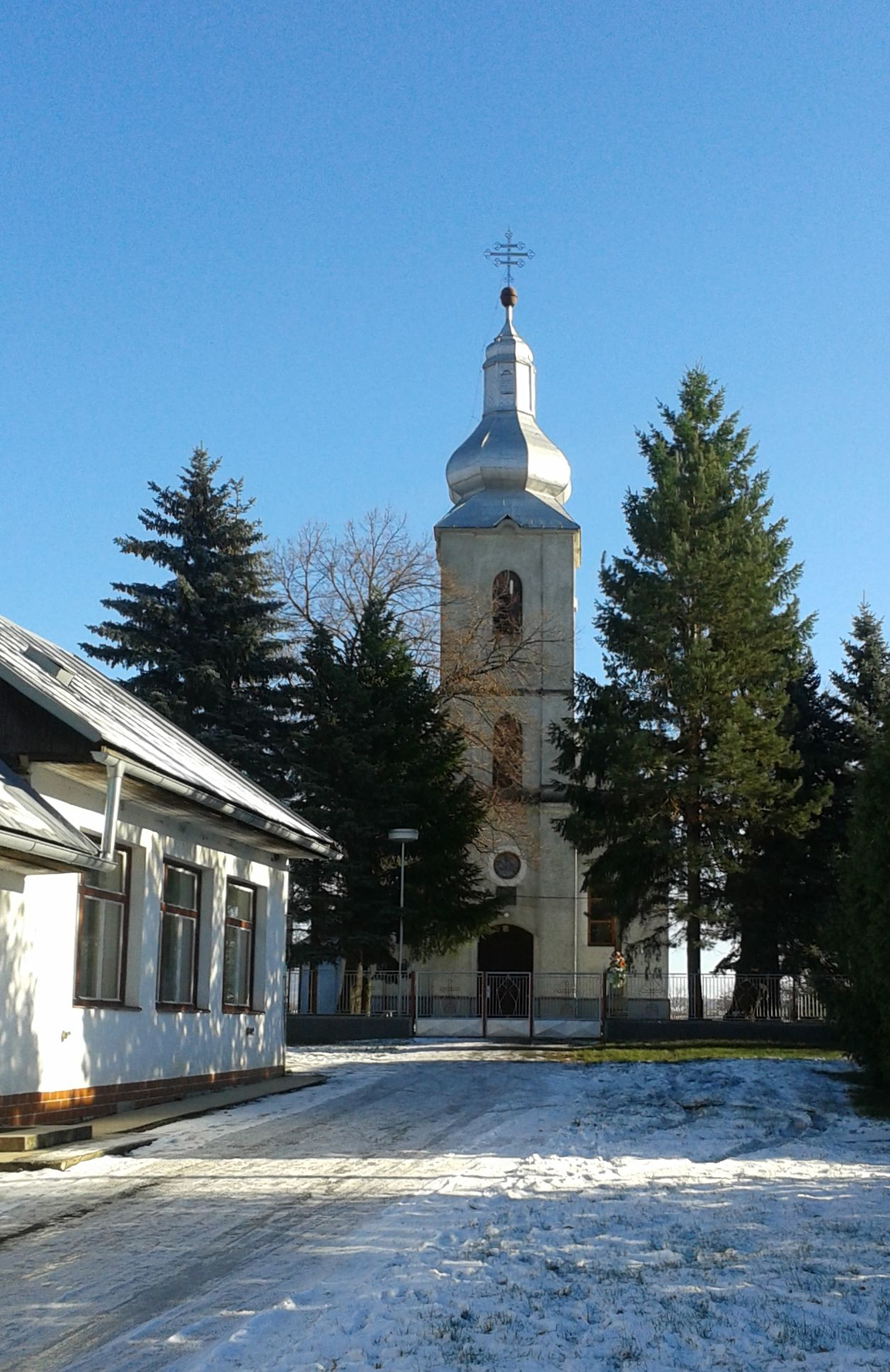
Griechisch-katholische Kirche im Ort

Horňa wurde zum ersten Mal 1417 als Felsenfalu schriftlich erwähnt, weitere historische Bezeichnungen sind unter anderen Hornya (1773) und Horňá (1808). Das Dorf war Teil der Herrschaft Großmichel und Tibava.
1427 wurden 11 Porta verzeichnet. 1828 zählte man 43 Häuser und 473 Einwohner, die als Fuhrleute und Landwirte tätig waren.
Bis 1918/1919 gehörte der im Komitat Ung liegende Ort zum Königreich Ungarn und kam danach zur Tschechoslowakei beziehungsweise heute Slowakei. Als Folge des Slowakisch-Ungarischen Kriegs war der Ort von 1939 bis 1944 noch einmal Teil Ungarns.  Nach dem Zweiten Weltkrieg wurde 1958 die örtliche Einheitliche landwirtschaftliche Genossenschaft (Abk. JRD) gegründet, ein Teil der Einwohner pendelte zur Arbeit in Industriebetriebe in Sobrance, Michalovce und Košice.

## Bevölkerung
| Jahr                | 1994 | 2004    | 2014    | 2024    |
| ------------------- | ---- | ------- | ------- | ------- |
| Anzahl der Personen | 382  | 388     | 355     | 325     |
| Unterschied         |      | +1,57 % | −8,50 % | −8,45 % |

| Jahr                | 2023 | 2024    |
| ------------------- | ---- | ------- |
| Anzahl der Personen | 322  | 325     |
| Unterschied         |      | +0,93 % |

Nach der Volkszählung 2011 wohnten in Horňa 378 Einwohner, davon 333 Slowaken, acht Roma, zwei Ukrainer sowie jeweils ein Russine und Tscheche. 33 Einwohner machten keine Angabe zur Ethnie.
167 Einwohner bekannten sich zur römisch-katholischen Kirche, 165 Einwohner zur griechisch-katholischen Kirche, vier Einwohner zur orthodoxen Kirche und ein Einwohner zur reformierten Kirche. Vier Einwohner waren konfessionslos und bei 36 Einwohnern wurde die Konfession nicht ermittelt.

## Bauwerke
- griechisch-katholische Kirche Mariä Himmelfahrt im neobarocken Stil aus der zweiten Hälfte des 19. Jahrhunderts, nach schweren Beschädigungen im Zweiten Weltkrieg wurde sie 1954 saniert[6]

## Verkehr
Nach Horňa führt die Cesta III. triedy 3800 („Straße 3. Ordnung“) von einer Kreuzung mit der Cesta III. triedy 3799 zwischen Sobrance und Baškovce heraus.